# Rogačovo
Rogačovo (rusky Рогачёво) je osada na Jižním ostrově v souostroví Nová země v Archangelské oblasti v Rusku. Leží asi 9 kilometrů severovýchodně od města Belušja Guba a nachází se tu letecká základna Rogačovo. Žije zde 300 obyvatel (2023).
Nachází se zde vojenské letiště Rogačovo, kde je od září 1972 nasazen 63. gardový stíhací letecký pluk.

## Etymologie
Název Rogačova zátoka a vesnice Rogačovo pochází od G.S. Rogačova, který byl účastníkem expedice Augusta Civolka, která v letech 1834-35 prozkoumávala Novou Zemi. S historií Nové Země jsou ale spojeni i další Rogačové (pomorského původu), kteří na ostrovech rybařili.

## Geografie a klima
Osada se nachází na poloostrově Husí země, 9 km od Belušja Guba. 
Podnebí osady je typické pro osady v tundře. Je zde velmi chladno po celý rok. Průměrná teplota vzduchu je po celý rok −4,9 °C. Ročně spadne cca 359 mm srážek.

## Informace k osadě
Do roku 1993 byla ve vesnici 8letá základní škola, vyšší třídy byly převáženy autobusem do Belušje Guby. V současnosti všichni žáci denně dojíždí do Belušje Guby.
Roku 2000 byla vytvořena samosprávná jednotka Nová Země, která zahrnuje vesnici Rogačovo a Belušja Guba. V roce 2015 byla započata kompletní rekonstrukce osady. Většina poničených a chátrajících budov byla stržena a jsou stavěny nové. V civilních budovách se usazují hlavně rodiny vojáků, kteří jsou tam od roku 2015 přesouvány v rámci budování vojenské základny.
Na podzim 2019 byl v blízkosti osady umístěn protiletadlový raketový komplex S-400.

## Galerie

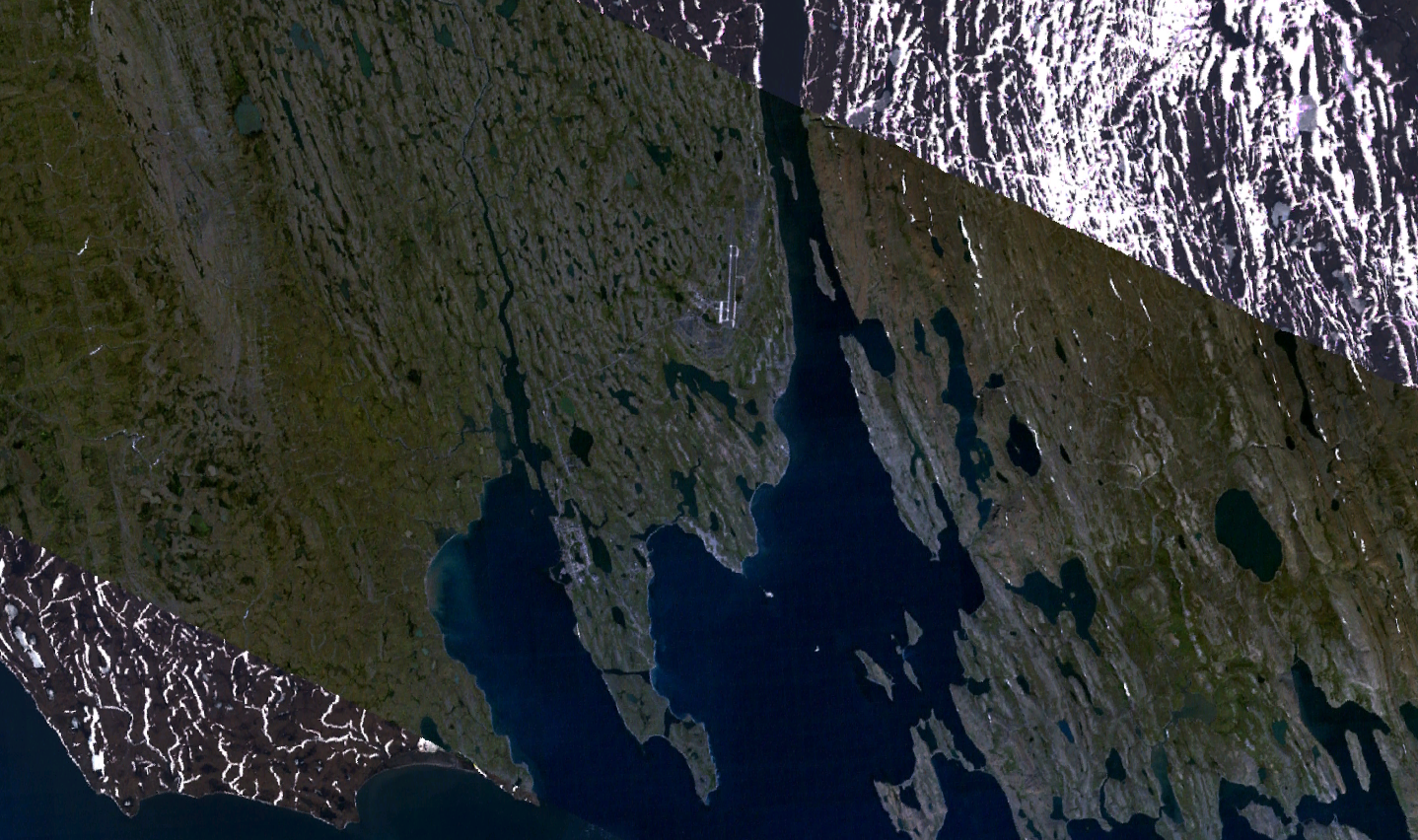
Pohled ze satelitu na osadu
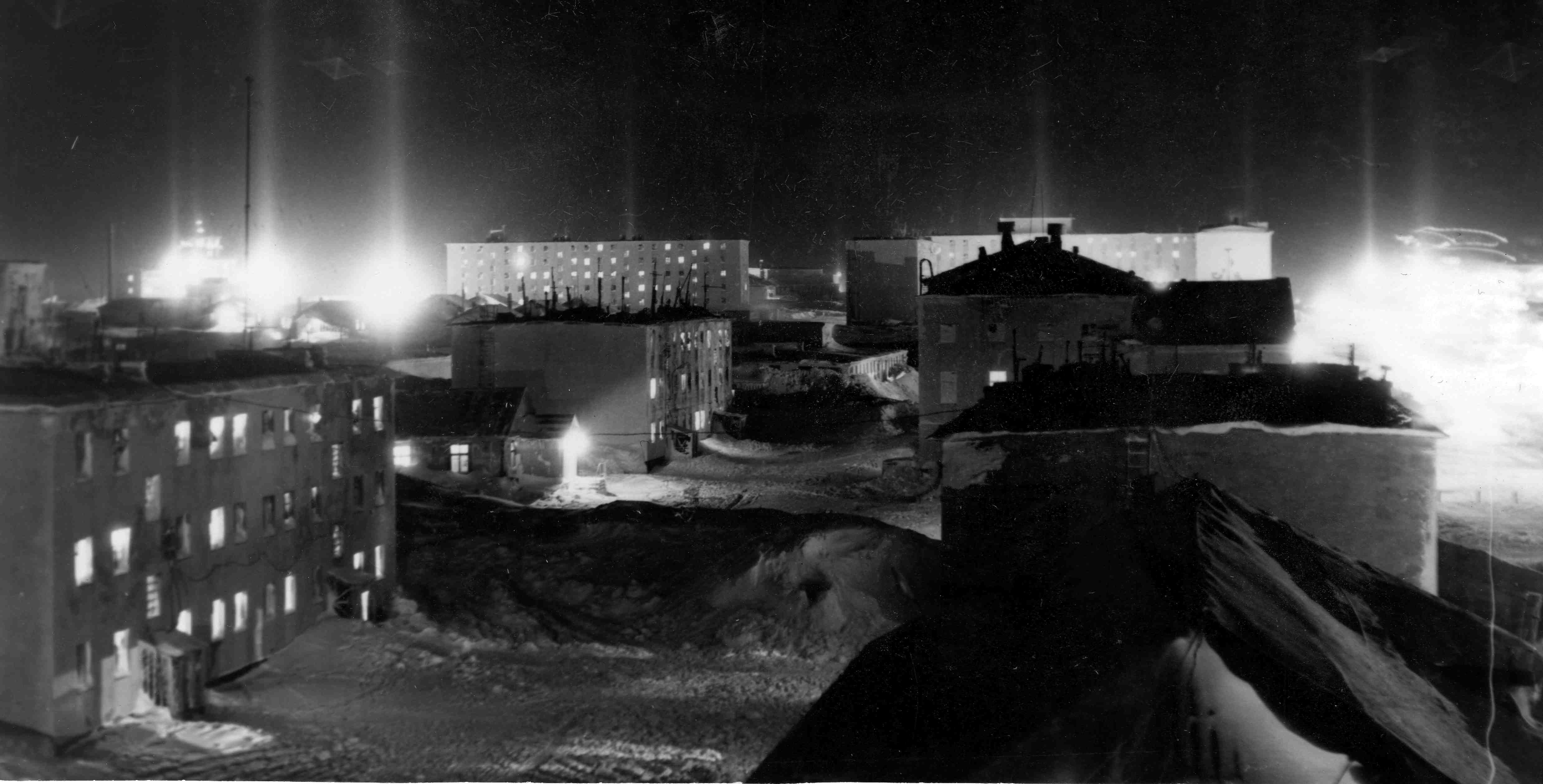
Noční Rogačovo (rok 2010)